# Menón (alfarero)
Menón (en griego antiguo: Μένων, lit. 'Menōn') fue un alfarero griego, activo aproximadamente en el último cuarto del siglo VI a. C.
Menón trabajó en Atenas. Es conocido por su firma (ΜΕΝΟΝ ΕΠΟΙΕΣΕΝ – «Menón me hizo») en una ánfora de cerámica de figuras rojass procedente de Filadelfia (Filadelfia, Museo Universitario 5399), decorada por el pintor Psiax. Este pintor era conocido anteriormente como el "Pintor de Menón". hasta el descubrimiento de sus firmas (Psiax egrafsen – «Psiax me pintó») en dos alabastrones de figuras rojas. La firma del alfarero Menón incluía la letra ómicron, ya que la omega aún no se utilizaba en Atenas en aquella época. No fue hasta el 403 a. C. que Atenas adoptó oficialmente el alfabeto jónico, más desarrollado y que aún se utiliza en la actualidad.